# 烟腹毛脚燕
烟腹毛脚燕（学名：Delichon dasypus），又名東方毛腳燕，为燕科毛脚燕属的鸟类。该物种的模式产地在印度尼西亚加里曼丹。

## 亚种
- 烟腹毛脚燕西南亚种（学名：Delichon dasypus cashmeriensis）。在中国大陆，分布于甘肃、青海、西藏、四川、云南、贵州、湖北、陕西、宁夏、山西等地。该物种的模式产地在克什米尔。[3]
- 烟腹毛脚燕指名亚种（学名：Delichon dasypus dasypus）。在中国大陆，分布于江苏、福建等地。[4]
- 烟腹毛脚燕福建亚种（学名：Delichon dasypus nigrimentalis）。分布于台湾以及中国大陆的安徽、福建、广东、广西等地。[5]